# Xpiose
Xpiose is een computerspel geprogrammeerd door Henrik Holmdahl voor de Commodore 64. Het spel werd in 1993 uitgebracht door CP Verlag/Magic Disk 64. Het spel lijkt op een combinatie tussen Break Out en Pong. Het spel is Engelstalig en kan met een of twee spelers tegelijkertijd gespeeld worden.